# Недович, Дмитрий Саввич
Дмитрий Саввич Недович (25 июня 1889, Кузнецово, Вологодская губерния — 16 августа 1947, Москва) — российский и советский филолог, антиковед, искусствовед и переводчик сербского происхождения, профессор МГУ.

## Биография
Родился в имении Кузнецово около Вологды в семье горного инженера и надворного советника Саввы Недовича и Елизаветы Юльевны (урождённой Зубовой), теософа, художницы и поэтессы.
В 1908 году, по окончании гимназии, поступил на историко-филологический факультет Московского университета, где изучал античное искусство, древнегреческую и древнеримскую скульптуру под руководством Ивана Цветаева. Окончил университет с дипломом первой степени в 1912 году. С 1916 года — приват-доцент, с 1919 года — профессор кафедры истории и теории искусства историко-филологического факультета, а также профессор Московского археологического института (кафедра греко-скифской археологии), с 1921 года — профессор той же кафедры на факультете общественных наук, с 1925 года — на этнологическом факультете. Заведующий античным отделом созданного Цветаевым Музея изящных искусств при МГУ (1917—1922). В 1922—1925 действительный член Института археологии и искусствознания.
С 1922 года — действительный член Государственной Академии художественных наук (ГАХН). Был одним из инициаторов её создания. В программной книге «Задачи искусствоведения. Вопросы теории пространственных искусств» критиковал общее искусствознание за излишнюю абстрактность и попытался создать концепцию художественных наук, в центре которых находится художественное произведение во всём многообразии его отношений с творцом и зрителем (читателем, слушателем), наук ищущих путь к природе искусства и приближающихся к самому искусству.
Писал и переводил стихи, наиболее издаваемым в его поэтическом наследии стал перевод первой половины «Сатир» Ювенала.
В 1930 году подвергся репрессиям, был отчислен из Академии по сокращению штатов с формулировкой: «…проявил себя на научном поприще как идеалист, а на общественном — как лицо, чуждое социалистическому строительству». Однако смог остаться в Москве, несколько раз меняя место работы. Преподавал историю пространственных искусств в студии Григория Рошаля на Мосфильме. Во второй половине 30-х гг. — начальник кафедры иностранных языков Военно-юридической академии Красной Армии. В 1941 году вновь получает звание профессора кафедры истории искусств Московского архитектурного института. В 1941—1943 годах вместе с академией был в эвакуации в Ташкенте.
По воспоминаниям Н. Д. Недовича работал экономистом в Моссовете, Главном экономическом управлении ВСНХ СССР, Союзлесе, Узбекторге, Горнаркомснабе и Мособлисполкоме, исполнял обязанности ученого секретаря НТК асбестообрабатывающей промышленности.
В 1944 году арестован и до конца жизни находился в заключении. В 1956 году посмертно реабилитирован.
Д. С. Недович был одним из последних розенкрейцеров в России, о встрече с ним в Бутырской тюрьме в 1946 году пишет Лев Копелев в книге «Хранить вечно».

### Семья
В 1911 году обручился со студенткой словесно-историческом отделения Высших женских Бестужевских курсов Натальей Николаевной Эндуаровой, с которой был земляком и знал её с детства. После окончании Дмитрием Саввичем университета 26 мая 1913 они обвенчались в церкви Св. Архангела Михаила при учебно-воспитательном заведении Великого князя Михаила Николаевича в Санкт-Петербурге.
28 марта 1916 года у них родился первый сын, Недович Леонид Дмитриевич, ставший впоследствии актёром театра Советской Армии. 28 мая 1925 года родился второй сын — Николай, впоследствии известный архитектор-реставратор.
Наталья Николаевна Недович скончалась 4 ноября 1942 года.

## Произведения
- Задачи искусствоведения. Вопросы теории пространственных искусств, 1927[8]
- Поликлет, 1939

## Переводы
- «Прометей» и «Фауст» И.-В. Гёте
- «Сатиры» Ювенала[9] (Недович перевёл первую половину)